# 李天華
李天華（1973年4月23日—），中華人民共和國流行音樂創作型男歌手，曾與台灣女星方季惟合唱。作為創作歌手最新創作為善待是闡述有關於環保的議題，李天華唱紅多部八點檔，也幫許多大陸歌手寫歌，2001年8月录制单曲《隔海相望》与台湾歌手方季惟合唱 。1998年创作歌曲《憔悴》被收录毛宁专辑中。